# Amphiphalera leuconephra
Amphiphalera leuconephra är en fjärilsart som beskrevs av George Francis Hampson 1910. Amphiphalera leuconephra ingår i släktet Amphiphalera och familjen tandspinnare. Inga underarter finns listade i Catalogue of Life.